# Палеобалканские языки

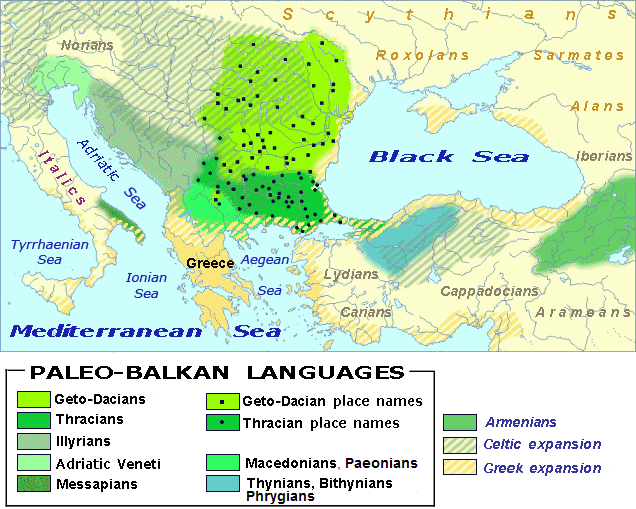

Палеобалканские языки — условное наименование ряда индоевропейских языков, носители которых обитали на Балканах до завоевания их римлянами (и, по-видимому, ещё некоторое время после завоевания). Объединены по принципу смежного проживания и некоторого взаимопроникновения на уровне лексики и культуры.
Сохранившиеся свидетельства текстов на этих языках крайне скудны, за исключением древнегреческого языка. В силу этого, их генетические связи до сих пор являются предметом споров. В недавних исследованиях была предложена палеобалканская группа индоевропейских языков, включающая албаноидную или иллирийскую (албанско-мессапскую), армянскую и греко-фригийскую ветви. Считается, что общая стадия между протоалбанским, протоармянским и протогреческим диалектами позднего праиндоевропейского языка имела место в позднеямный период после миграции на запад части населения понтийско-каспийской степи.

## Состав
Внутри палеобалканских языков реконструируются следующие генетические группы:
- палеобалканские языки
  - фрако-дакийская группа (?)
    - дакский язык †
    - фракийский язык †

  - пеонийский язык † — язык пеонийцев, живших на Балканах между иллирийцами и фракийцами, к северу от Древней Македонии и к югу от реки Дунай. Возможно, родственен фригийскому языку
  - иллирийская группа
    - иллирийский язык† — язык иллирийских племен, обитавших на западе Балкан. Согласно одной из теорий, является предком современного албанского языка.
    - мессапский язык† — язык переселенцев с Балкан, живших в Италии; родство с иллирийским языком восстанавливается на основании общих имён.
    - албанский язык — предполагается родство с иллирийским языком, ранее существовавшим на территории Албании, однако есть и возражения (например, по признаку «кентум-сатем»).

  - греко-фригийская группа
    - протогреческий язык †
      - древнегреческий язык †
        - западная ветвь
          - дорийский диалект (Мессения, Лаконика, Дорида, Элида, Ахайя)
          - древнемакедонский язык античности, был близок к дорийскому диалекту (Македония)

        - центральная ветвь
          - эолийский диалект (Фессалия, Беотия, Эолия)
          - аркадский диалект (Аркадия)

        - восточная ветвь
          - аттический диалект (Аттика)
          - ионийский диалект (Иония)

      - новогреческий язык
        - кипрский язык
        - понтийский язык
        - румейский язык

      - цаконский язык — потомок западных (дорических) диалектов древнегреческого языка

    - фригийский язык † — хотя древнее царство Фригия находилось в центре Малой Азии, сами фригийцы по македонской легенде (Геродот, 7.73) происходили с Балкан, где назывались бригами, откуда они переселились в Малую Азию через море, вероятно, в XIV—XIII вв. до н. э. По Гомеру во времена Троянской войны (когда о македонянах ещё не было известно) фригийцы уже обитали в Малой Азии.

  - протоармянский язык†
    - грабар (древнеармянский язык) †
      - среднеармянский язык †
        - армянский язык
          - западноармянский язык
          - восточноармянский язык

## Гипотезы
Помимо языков, традиционно включаемых в состав палеобалканских, существуют также следующие гипотезы:
- согласно гипотезе Л. А. Гиндина и В. П. Нерознака, к палеобалканским раннеиндоевропейским языкам помимо дакского и фракийского языков относился также реконструируемый ими «пеласгский» субстрат балканской лексики. Ввиду спорности самого термина «пеласги» данная гипотеза не пользуется широкой поддержкой академического мира (см. догреческий субстрат).
- присутствие в дописьменный период на Балканах анатолийских языков, равно как и миграция их носителей через Балканы, что предполагается рядом исследователей, не доказаны.

## Критика гипотезы
Некоторые ученые утверждают, что близость греческого и фригийского с фракийским и армянским не находит подтверждения в языковом материале.
Фригийский наиболее близок к древнегреческому и древнемакедонскому языкам (см. греко-фригийская гипотеза). С древнегреческим его объединяет больше черт, чем с другими индоевропейскими языками, в частности:
- наличие суффикса -eyo-;
- причастия с суффиксом -meno-;
- использование аугмента;
- окончание -as в именительном падеже у существительных склонения на -ā- мужского рода;
- лексические элементы, например, autos «тот же самый», pant- «весь», kako- «злой, плохой».

Согласно глоттохронологическому исследованию Р. Грэя и К. Аткинсона, подтверждается существование греко-армянской ветви, тогда как положение албанского языка в индоевропейском древе остаётся неясным. По мнению Р. Кима, армянский язык обнаруживает наибольшую близость с индоиранскими языками и балтославянскими, а сходства армянского с греческим и фригийским носят случайный и независимый друг от друга характер. Армяновед из Кембриджского университета Джеймс Клаксон также отвергает близкое генетическое родство греческого и армянского языков.